# Cratere Karpinsk
Karpinsk  è un cratere sulla superficie di Marte.